# نادي بيناس ويسكا لكرة السلة
نادي بيناس ويسكا لكرة السلة (بالإسبانية: Club Baloncesto Peñas Huesca)‏ هو فريق كرة سلة إسباني تأسس في سنة 1977 يقع في وشقة. لعب في الدوري الإسباني لكرة السلة.

## أبرز اللاعبين
- ألفونسو فورد

## وصلات خارجية
- الموقع الرسمي